# 제이드 버드
제이드 버드(Jade Bird, 1997년 10월 1일 ~ )는 잉글랜드의 싱어송라이터이다. BBC 사운드 오브 2018 리스트에 노미네이트되었다.

## 음반 목록
- Jade Bird (2019)

### EP
- Something American (2017)